# NGC 3229
NGC 3229 في الفهرس العام الجديد، هي مجرة، تقع في كوكبة السدس. اكتشفت .

## روابط خارجية
- NGC 3229 على موقع ويكي سكاي: DSS2, SDSS, GALEX, IRAS, Hydrogen α, X-Ray, Astrophoto, Sky Map, Articles and images